# Warrensburg (Nueva York)
Warrensburg es un pueblo ubicado en el condado de Warren en el estado estadounidense de Nueva York. En el año 2000 tenía una población de 4,255 habitantes y una densidad poblacional de 26 personas por km².

## Geografía
Warrensburg se encuentra ubicado en las coordenadas 43°29′48″N 73°46′30″O / 43.49667, -73.77500.

## Demografía
Según la Oficina del Censo en 2000 los ingresos medios por hogar en la localidad eran de $30,873, y los ingresos medios por familia eran $34,890. Los hombres tenían unos ingresos medios de $31,250 frente a los $20,536 para las mujeres. La renta per cápita para la localidad era de $15,343. Alrededor del 16.8% de la población estaban por debajo del umbral de pobreza.